# Извит ТВ екран
Извит ТВ екран (на английски: Curved TV) е вид дисплей, въведен през 2014 г. от Самсунг и LG.

## История
Първите произведени телевизори са черно-бели с кинескопи. С напредването на технологиите те се развиват от черно-бели в цветни и после от аналогови в цифрови. После се появяват LED, 3D и интелигентните телевизори, а и UHD (на английски: Ultra HD television), OLED (на английски: organic light-emitting diode) и телевизорите с извит екран.
Първият в света извит екран е Cinerama, който дебютира в Ню Йорк през 1952 г. Много киносалони, включително Cinerama Dome в Холивуд, започват да използват хоризонтално извити екрани, за да компенсират изкривяването на изображението, характерно за свръхширокоекранните формати, като 23:9 CinemaScope.
При прожектирането на изображения върху напълно плосък екран разстоянието, което светлината трябва да измине от източника си, тоест прожекционния апарат, до прицелната точка, се увеличава с увеличаване на разстоянието на тази точка от центъра на екрана. Тази разлика води до изкривяване, познат като седловидна дисторсия, при което изображението в левия и десния край на екрана се извива навътре и се разпъва вертикално, като кара цялото изображение да изглежда размазано.
При извитите екрани разстоянието, което светлината пропътува до всяка точка от екрана, е практически еднакво и по този начин ефектът на изкривяване се елиминира, което води до по-естествено зрителско изживяване.

## Примери за приложения на извитите екрани
За да се подобри реалистичността и да се сведат до минимум изкривяванията по външните краища може да се използват няколко телевизора с плосък екран и да се разположат под ъгъл спрямо очите на зрителя.
Мониторите с екранно съотношение 21:9 са разработени да показват максимално количество информация на един екран, но свръхширокият екран създава сериозни изкривявания в левия и десния край на екрана. Извитите монитори с екранно съотношение 21:9 са разработени с цел да се отстрани този проблем и да се предостави широкоекранна среда на гледане без изкривявания.
Извитите екрани също са широко използвани в IMAX и стандартните киносалони поради способността им да генерират естествена картина и да „потопят“ зрителя по-дълбоко в сцената. Тук IMAX, което е съкращение от Image Maximum (максимум на изображението), се отнася за масивен формат за заснемане и прожектиране на филми с висока разделителна способност, създаден от IMAX Corporation. Стандартният екран IMAX е широк 22 м и висок 16 м, но има екрани дори с по-големи размери. IMAX е най-успешната широкоформатна специализирана система за прожектиране на филми в киносалони.

## Бъдеще
Извити дисплеи с екранно съотношение 21:9
Най-популярното екранно съотношение при домашните телевизори днес е 16:9, но започнаха да се появяват телевизори с оптималното екранно съотношение за гледане на филми, 21:9. Повечето филми за прожектиране в киносалони се произвеждат в екранно съотношение, познато като CinemaScope (2,35:1), и показването на тези филми на стандартен телевизор с екранно съотношение 16:9 води до появата на черни ленти отгоре и отдолу – феномен, известен като „летърбоксинг“. Телевизорите с екранно съотношение 21:9 (2,33:1) от друга страна могат по-добре да приспособят оригиналното екранно съотношение на филмите за киносалони и да ги покажат на цял екран. Резултатът е по-завладяващо зрителско изживяване и затова много производители сега започват да пускат на пазара телевизори, персонални компютри и монитори с това екранно съотношение.
Проблемът на плоските екрани с екранно съотношение 21:9 се състои в това, че противно на оригиналната цел на дизайна, свръхширокият екран причинява изкривявания в левия и десния край, което всъщност води до по-малко завладяващо зрителско изживяване. Извитите екранни с екранно съотношение 21:9 от друга страна свеждат до минимум тези изкривявания и позволяват на зрителите да се „потопят“ изцяло в сцената. По тази причина ще станем свидетели на пускането на пазара на нарастващ брой продукти с извит екран с екранно съотношение 21:9.
Предно и задно извити екрани
Очаква се потенциалните приложения на извитите дисплеи да доведат до значително увеличаване на търсенето както за предно, така и за задно извити екрани. Задно извитите екрани например могат да се използват като цифрови устройства, които могат да се монтират по различни начини на различни места за постигане на по-голяма видимост.
Добавен игрови реализъм
Реализмът е още по-важен, когато става въпрос за видеоигри. Стандартната практика на геймърите по света днес е да използват няколко монитора, за да формират един голям екран и да създадат по-реалистично и завладяващо игрово изживяване. С този подход, обаче, рамките на мониторите насичат екрана и пречат на истински завладяващото игрово изживяване. Големите извити екрани с висока разделителна способност от друга страна създават наистина реалистична и завладяваща игрова среда без пречещи екранни рамки.